# G-14
G-14（1998年－2008年2月15日）是一個由歐洲頂級足球會組成的機構，曾經於1998年至2008年存在。1998年由14支歐洲足協頂級球隊成立，以建立一個共同的聲音與UEFA及FIFA談判及爭取共同利益。只有獲邀請的球隊才可以加入成為新成員，在2002年增加四個成員使成員數目達到18個，但G-14仍然保留原有的名字。於2008年宣佈解散。
G-14的成員橫跨歐洲七國，共奪得約250個國內頂級聯賽冠軍，同時亦獲得51屆歐洲冠軍球會盃或歐洲聯賽冠軍盃中的41個冠軍。

## 成員
1998年創始成員
- 皇家馬德里（ 西班牙）
- （ 西班牙）
- （ 英格蘭）
- 利物浦（ 英格蘭）
- 國際米蘭（ 意大利）
- （ 意大利）
- AC米兰（ 意大利）
- （ 葡萄牙）
- 馬賽（ 法國）
- （ 法國）
- 拜仁慕尼黑（ 德國）
- 多特蒙德（ 德國）
- （ 荷蘭）
- （ 荷蘭）

2002年新增成員
- （ 英格蘭）
- 里昂（ 法國）
- （ 德國）
- （ 西班牙）

## 發展與結束
2004年歐洲冠軍聯賽決賽是自1992年以來的第一場歐聯決賽入圍者其中之一不是G-14成員; 2004年的決賽以非G-14成員AS摩納哥對G-14成員波尔图。
於2007年5月16日在格拉斯哥舉行的年會後，除選出里昂主席讓-米歇爾·奥拉斯（Jean-Michel Aulas）出任G-14會長外，更宣稱有意將會員數目在年底前增加一倍，據報車路士有意加入但被拒絕，而及更是排名較高的新申請球隊
。
2008年1月15日G-14與歐洲足協達成協議，國際足協及歐洲足協將支付球員因入選世界盃及歐國盃名單，參加國際賽而受傷的賠償，而G-14則同意在2008年2月15日解散，由新成立的歐洲足球會協會（European Club Association）取代。歐洲足球會協會由歐洲足協全部53個成員國的100個球會組成，每個成員國最少有一隊參加。